# Selbergs 1/4-förmodan
Inom matematiken är Selbergs 1/4-förmodan, framlagd av Selberg (1965, p. 13), en förmodan som säger att egenvärdena av Laplaceoperatorn för Maass vågformer av kongruensdelgrupper är minst 1/4. Selberg bevisade att egenvärdena är minst 3/16. 
Generaliserade Ramanujans förmodan för allmänna linjära gruppen skulle implicera Selbergs förmodan. Mer precist är Selbergs förmodan essentiellt generaliserade Ramanujans förmodan för gruppen GL2 över rationella talen vid oändliga platser, och säger att komponenten vid oändlighet av den korresponderande representationen är en principal serierepresentation av GL2(R). Generaliserade Ramanujans förmodan igen skulle följa ur Langlands funktorialitetsfrömodan, och detta har lett till vissa framsteg mot Selbergs förmodan.